# Renáta Jamrichová
Renáta Jamrichová (Mississauga, 20 giugno 2007) è una tennista slovacca.

## Vita personale
Jamrichová è nata a Trnava dal padre Milan e dalla madre Renáta. Ha due sorelle minori. All'età di tredici anni, ha iniziato ad allenarsi alla Slovak National Tennis Centre a Bratislava.

## Carriera
Renáta Jamrichová ha vinto 2 titoli in singolare e 1 titolo in doppio nel circuito ITF in carriera. Il 28 ottobre 2024 ha raggiunto il best ranking in singolare alla 328ª posizione mondiale, mentre il 27 febbraio 2023 ha raggiunto in doppio la 1108ª posizione mondiale.

### Junior
Renata ha raggiunto la prima posizione del ranking junior il 29 gennaio 2024.
Nel 2022, Jamrichová ha vinto due medaglie d'oro agli European Youth Summer Olympic Festival (EYOF), nelle categorie di singolare e doppio misto.
Ha vinto gli Australian Open 2024 - Singolare ragazze e il Torneo di Wimbledon 2024 - Singolare ragazze battendo in entrambe le occasioni in finale l'australiana Emerson Jones. Nel doppio ha conquistato gli Australian Open 2023 - Doppio ragazze in coppia con l'italiana Federica Urgesi, e gli Open di Francia 2024 - Doppio ragazze con la ceca Tereza Valentová.

### Professionismo
Ha fatto il suo debutto nel circuito maggiore al Prague Open 2024, dove ha ricevuto una wildcard per il tabellone principale ed è stata sconfitta nel primo turno dalla testa di serie numero 5 Viktorija Tomova. Partecipa anche nel doppio sempre grazie ad un invito, dove in coppia con la ceca Laura Samson vengono sconfitte dalle prime teste di serie Barbora Krejčiková e Kateřina Siniaková.
Ha fatto il suo debutto per la squadra slovacca di Fed Cup durante i play-off della Billie Jean King Cup 2023, dove ottiene una vittoria a sorpresa sull'argentina Nadia Podoroska. Renata viene convocata anche durante la fase finale della Billie Jean King Cup 2024 contro gli USA, dove subisce una sconfitta per mano della statunitense Taylor Townsend; la Slovacchia riesce comunque ad accedere al turno successivo e si spinge fino alla finale, dove vengono sconfitte dall'Italia.

## Statistiche ITF

### Singolare

#### Vittorie (2)
| Torneo $100.000 (0) |
| Torneo $60.000 (0)  |
| Torneo $40.000 (0)  |
| Torneo $25.000 (0)  |
| Torneo $15.000 (2)  |

| N. | Data           | Torneo                                         | Superficie  | Avversaria in finale | Punteggio        |
| 1. | 31 marzo 2024  | Sharm ElSheikh Women's Future, Sharm el-Sheikh | Cemento     | Elena-Teodora Cadar  | 2-6, 6-3, 6-3    |
| 2. | 28 aprile 2024 | Gran Canaria Women's TDC Series Pro, Telde     | Terra rossa | María García Cid     | 6–3, 6(4)-7, 6–2 |

#### Sconfitte (1)
| Torneo $100.000 (0) |
| Torneo $60.000 (1)  |
| Torneo $40.000 (0)  |
| Torneo $25.000 (0)  |
| Torneo $15.000 (0)  |

| N. | Data            | Torneo                            | Superficie  | Avversaria in finale | Punteggio     |
| 1. | 13 ottobre 2024 | J&T Banka Slovak Open, Bratislava | Cemento (i) | Mia Pohánková        | 6–2, 4–6, 2–6 |

### Doppio

#### Vittorie (1)
| Torneo $100.000 (0) |
| Torneo $60.000 (1)  |
| Torneo $40.000 (0)  |
| Torneo $25.000 (0)  |
| Torneo $15.000 (0)  |

| N. | Data          | Torneo                               | Superficie  | Compagna         | Avversarie in finale | Punteggio |
| 1. | 3 agosto 2025 | CTS Ladies Open Hechingen, Hechingen | Terra rossa | Elena Pridankina | Feng Shuo Li Zongyu  | 6-2, 6-2  |

## Billie Jean King Cup

### Sconfitte (1)
| N. | Data             | Torneo                       | Superficie  | Compagne                                                                         | Avversarie in finale                                                                | Punteggio |
| 1. | 20 novembre 2024 | Billie Jean King Cup, Malaga | Cemento (i) | Viktória Hrunčáková Tereza Mihalíková Anna Karolína Schmiedlová Rebecca Šramková | Lucia Bronzetti Elisabetta Cocciaretto Sara Errani Jasmine Paolini Martina Trevisan | 0-2       |

## Grand Slam Junior

### Singolare

#### Vittorie (2)
| Tornei del Grande Slam  |
| ----------------------- |
| Australian Open (1)     |
| Open di Francia (0)     |
| Torneo di Wimbledon (1) |
| US Open (0)             |

| N. | Data            | Torneo                      | Superficie | Avversaria in finale | Punteggio |
| 1. | 27 gennaio 2024 | Australian Open, Melbourne  | Cemento    | Emerson Jones        | 6-4, 6-1  |
| 2. | 14 luglio 2024  | Torneo di Wimbledon, Londra | Erba       | Emerson Jones        | 6-3, 6-4  |

### Doppio

#### Vittorie (2)
| Tornei del Grande Slam  |
| ----------------------- |
| Australian Open (1)     |
| Open di Francia (1)     |
| Torneo di Wimbledon (0) |
| US Open (0)             |

| N. | Data            | Torneo                     | Superficie  | Compagna         | Avversarie in finale          | Punteggio           |
| 1. | 29 gennaio 2023 | Australian Open, Melbourne | Cemento     | Federica Urgesi  | Hayu Kinoshita Sara Saitō     | 7-6(5), 1-6, [10-7] |
| 2. | 8 giugno 2024   | Open di Francia, Parigi    | Terra rossa | Tereza Valentová | Tyra Caterina Grant Iva Jovic | 6-4, 6-4            |